# Kawamoto Masahide
Masahide Kawamoto (sinh ngày 21 tháng 6 năm 1971) là một cầu thủ bóng đá người Nhật Bản.

## Sự nghiệp câu lạc bộ
Masahide Kawamoto đã từng chơi cho Kawasaki Frontale.